# Cleora fumata
Cleora fumata är en fjärilsart som beskrevs av Inoue 1968. Cleora fumata ingår i släktet Cleora och familjen mätare. Inga underarter finns listade i Catalogue of Life.